# Juan Sabines Gutiérrez, Tapachula
Juan Sabines Gutiérrez är en ort i Mexiko.   Den ligger i kommunen Tapachula och delstaten Chiapas, i den sydöstra delen av landet, 900 km sydost om huvudstaden Mexico City. Juan Sabines Gutiérrez ligger 64 meter över havet och antalet invånare är 883.
Terrängen runt Juan Sabines Gutiérrez är lite kuperad. Runt Juan Sabines Gutiérrez är det ganska tätbefolkat, med 239 invånare per kvadratkilometer. Närmaste större samhälle är Tapachula, 9,9 km öster om Juan Sabines Gutiérrez. Trakten runt Juan Sabines Gutiérrez består till största delen av jordbruksmark.